# Nancy Lee Grahn

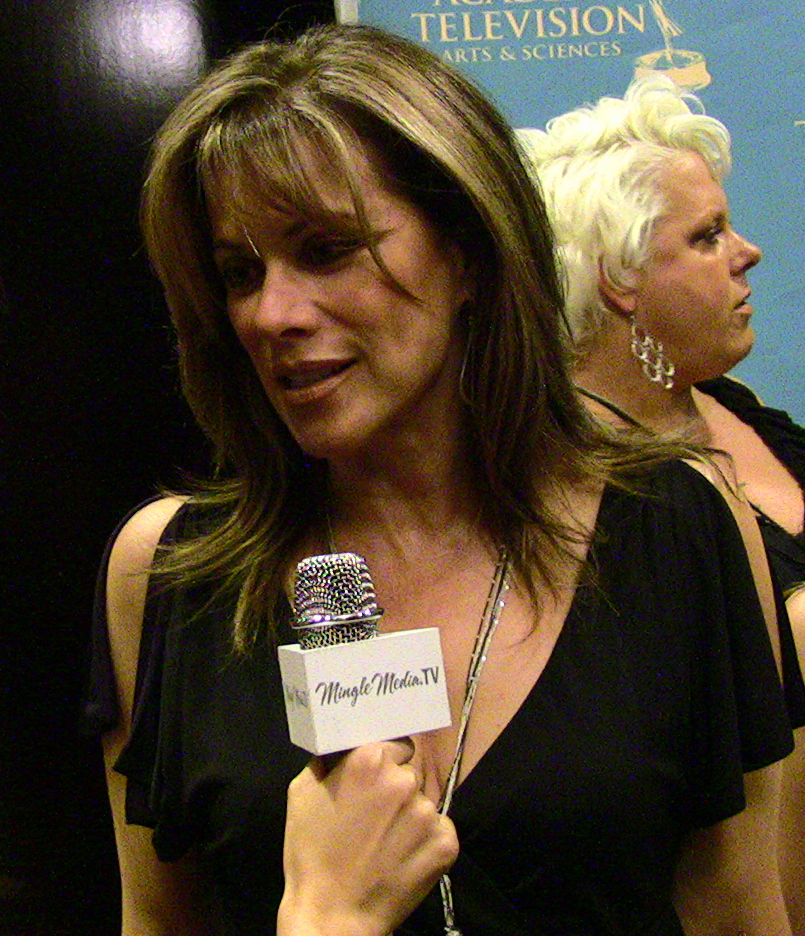
Nancy Lee Grahn (2010)

Nancy Lee Grahn (* 28. April 1955 in Skokie, Illinois) ist eine US-amerikanische Schauspielerin.

## Leben
Grahn, eine Tochter von zwei Choreografen, studierte an der University of Illinois. Im Alter von zwölf Jahren spielte sie in einer Produktion von Guys and Dolls im Goodman Theater in Chicago. Während sie die Highschool besuchte, wirkte sie bereits bei professionellen Produktionen in Chicago mit. 1976 schloss sie die Schule ab und zog nach New York City, wo sie das Neighbourhood Playhouse, eine Schauspielschule, besuchte. Nur wenige Monate nach Abschluss ihres Studiums wurde ihr eine Rolle in der Soap Liebe, Lüge, Leidenschaft angeboten. Nach Ablauf ihres Vertrages zog Nancy Lee Grahn nach Los Angeles. Dort übernahm sie 1985 die Rolle der Julia Wainwright im California Clan, für die sie 1989 einen Emmy gewann sowie in den Jahren 1991 und 1993 insgesamt dreimal für den Soap Opera Digest Award nominiert wurde. Sie spielte diese Rolle bis zum Ende der Serie im Jahr 1993.
Gastrollen hatte sie, unter anderen, in folgenden Serien: Knight Rider, Mord ist ihr Hobby, Quincy, Simon & Simon, Magnum und Unsere kleine Farm. Seit 1997 spielt sie in der Fernsehserie General Hospital die Rolle von Alexis Davis. Für diese Rolle wurde sie in den Jahren 2000, 2003, 2004 und 2005 für den Daytime Emmy nominiert; eine weitere Nominierung für diesen Preis brachte ihr 2006 ihre Beteiligung an der Sondersendung SOAPnet Reveals ABC Soap Secrets. In den Jahren 2000, 2001 und 2003 erhielt sie den Soap Opera Digest Award, für den sie im Jahr 2005 gemeinsam mit Rick Hearst erneut nominiert wurde.
Nancy Lee Grahn arbeitet in ihrer Freizeit als Sprecherin für eine Gruppe, die Opfer von Gewaltverbrechen betreut. Außerdem kümmert sie sich um AIDS-Patienten in der von ihr gegründeten Organisation ECO. Drei Jahre arbeitete sie freiwillig an der San Fernando Family Guidance Clinic, die in Not geratenen Kindern hilft, und sie half ehrenamtlich als Therapeutin in einer Klinik für Behinderte. Nebenbei schreibt sie Drehbücher und Kurzgeschichten.
Seit März 1998 ist Nancy Lee Grahn Mutter einer Tochter, Kate, die sie nach ihrer Lieblingsschauspielerin Katharine Hepburn benannt hat. Den Namen des Vaters gibt sie jedoch nicht preis und lebt auch nicht mit ihm zusammen.

## Filmografie (Auswahl)
- 1980–1982: Liebe, Lüge, Leidenschaft (One Life to Live, Fernsehserie)
- 1982: Magnum (Fernsehserie) Staffel 2, Episode 15 – Das Geständnis
- 1985–1986: Mord ist ihr Hobby (Murder, She Wrote, Fernsehserie, 2 Folgen)
- 1985–1993: California Clan (Santa Barbara, Fernsehserie)
- 1991: Perry Mason und der gläserne Sarg (Perry Mason: The Case of the Glass Coffin)
- 1995: Kinder des Zorns III (Children of the Corn III)
- 1996: Diagnose: Mord (Diagnosis: Murder)
- seit 1996: General Hospital (Fernsehserie)
- 1997: Melrose Place (Fernsehserie)
- 1997–1999: Eine himmlische Familie (7th Heaven, Fernsehserie)
- 1997–2003: Port Charles (Fernsehserie)
- 2013: Castle (Fernsehserie)